# جاسوسان تمام‌عیار!
جاسوسان تمام‌عیار! یک مجموعه تلویزیونی انیمیشنی کانادایی-فرانسوی است که توسط وینسنت چالوون-دیمرسای و دیوید میشل ساخته شده و عمدتاً توسط شرکت فرانسوی Marathon Media با شرکت کانادایی Image Entertainment Corporation برای فصل‌های ۳ تا ۵ تولید شده‌است. این نمایش برای مشابه کردن به انیمه‌های ژاپنی از سبک آمریکایی و ژاپنی آمیخته شده‌است. در این انیمیشن تمرکز بر سه دختر نوجوان در بورلی هیلز، در کالیفرنیای آمریکا است، که به عنوان مأموران مخفی کار می‌کنند. این انیمیشن برای اولین بار در فرانسه از کانال تی اف وان و در کانادا از شبکه تله تون پخش گردید.